# 蒙塔古 (德克薩斯州)
蒙塔古（英語：Montague）是一個位於美國德克薩斯州蒙塔古縣的城市。根據2010年美國人口普查，該地共人口304人，而該地的面積約為3.30平方千米。同時該地也是蒙塔古縣的縣治。

## 地理
蒙塔古的座標為33°39′53″N 97°43′14″W / 33.66472°N 97.72056°W，而該地的平均海拔高度為327米（即1073英尺）。